# 石川県高等学校一覧
| 高等学校総数               | 高等学校総数     | 56校             |
|                            | 国立             | 1校              |
|                            | 公立             | 45校             |
|                            | 私立             | 10校             |
| （出典）                   | 学校基本調査     | 学校基本調査     |
| 教育委員会所在地           | 教育委員会所在地 | 〒920-8575       |
| 石川県金沢市鞍月1丁目1番地 |                  |                  |
| 公式サイト                 | 石川県教育委員会 | 石川県教育委員会 |

石川県高等学校一覧（いしかわけんこうとうがっこういちらん）は石川県の高等学校一覧。
全日制課程の存在しない高等学校については、定時制は「○○高等学校｛定時制｝」通信制は「○○高等学校｛通信制｝」定時制・通信制共に存在する場合は、定時制表記で記載する。
2024年現在、石川県内の高等学校は国立・公立・私立全て男女共学である（男子校、女子校といった男女別学制の高校は存在しない）。なお、かほく市と能美郡川北町には高等学校が存在しない。

## 国立高等学校
- 金沢大学附属高等学校（金沢市）

## 公立高等学校
- 平成17年度まで石川県立高等学校の全日制普通科課程への入学には3つの学区制が敷かれていた。大まかな区割りは以下の通り。なお（旧）第1・第2学区の境界線にあたる現能美市や旧松任市南部・美川町の中学校では両学区への通学が認められていた等、柔軟な対応がなされていた。現在は全ての県立高校について県内からの入試受験が可能となっている（すなわち、同県に居住する中学生は県内全ての高校についての受験、そして進学が可能である）。
  - （旧）第1学区 - 加賀地区（県南部） - 能美郡以南
  - （旧）第2学区 - 金沢地区（金沢市近郊） - 白山市以北・金沢市・旧河北郡南部
  - （旧）第3学区 - 能登地区（県北部） - 河北郡以北
- 以下、設置者や所在地別に県南部の加賀地方から県北部の能登地方の順に各高校を記載する。また個別の高等学校の記事が存在しない高校については簡単な紹介を記載する。

### 県立高等学校

#### 旧第1学区（加賀地区）

##### 加賀市
- 石川県立大聖寺高等学校
- 石川県立加賀高等学校
- 石川県立大聖寺実業高等学校
- 石川県立加賀聖城高等学校｛定時制｝

##### 小松市
- 石川県立小松高等学校
- 石川県立小松明峰高等学校
- 石川県立小松工業高等学校
- 石川県立小松商業高等学校
- 石川県立小松北高等学校｛定時制｝

##### 能美市
- 石川県立寺井高等学校

#### 旧第2学区（金沢地区）

##### 金沢市
- 石川県立金沢泉丘高等学校｛通信制併設｝
- 石川県立金沢向陽高等学校
- 石川県立金沢桜丘高等学校
- 石川県立金沢辰巳丘高等学校
- 石川県立金沢西高等学校
- 石川県立金沢錦丘高等学校 - 併設型中高一貫教育校
- 石川県立金沢二水高等学校
- 石川県立金沢伏見高等学校
- 石川県立工業高等学校
- 石川県立金沢商業高等学校
- 石川県立金沢北陵高等学校
- 石川県立金沢中央高等学校｛定時制｝

##### 白山市
- 石川県立鶴来高等学校
- 石川県立松任高等学校
- 石川県立翠星高等学校

##### 野々市市
- 石川県立野々市明倫高等学校

##### 河北郡

###### 内灘町
- 石川県立内灘高等学校

###### 津幡町
- 石川県立津幡高等学校

#### 旧第3学区（能登地区）
この地区では「年少人口」の減少傾向により2007年に県教育委員会により将来の「再整備計画」（いわゆる統合計画）が発表・実施された
- 「飯田高校」と「珠洲実業高校」 - 2008年4月より飯田高校に
- 「七尾東雲高校」と「中島高校」 - 同上　七尾東雲高校に
- 「輪島高校」と「輪島実業高校」 - 同上　輪島高校に（再統合）
- 「能都北辰高校」と「能登青翔高校」 - 2009年4月より能登高校に
- 「高浜高校」と「富来高校」 - 同上　志賀高校に

さらに将来的には「（統合）輪島高校」を統合中心校とした奥能登地区における高校再編計画も発表された。

##### 羽咋市
- 石川県立羽咋高等学校
- 石川県立羽咋工業高等学校
- 石川県立羽松高等学校｛定時制｝

##### 七尾市
- 石川県立七尾高等学校
- 石川県立田鶴浜高等学校
- 石川県立七尾東雲高等学校
- 石川県立七尾城北高等学校｛定時制｝

##### 輪島市
- 石川県立門前高等学校 - 連携型中高一貫教育校
- 石川県立輪島高等学校｛定時制併設｝

##### 珠洲市
- 石川県立飯田高等学校

##### 鹿島郡

###### 中能登町
- 石川県立鹿西高等学校

##### 羽咋郡

###### 志賀町
- 石川県立志賀高等学校

###### 宝達志水町
- 石川県立宝達高等学校

##### 鳳珠郡

###### 穴水町
- 石川県立穴水高等学校

###### 能登町
- 石川県立能登高等学校

### 市立高等学校

#### 金沢市
- 金沢市立工業高等学校

#### 小松市
- 小松市立高等学校

## 私立高等学校

### 金沢市
- 金沢龍谷高等学校
- 金沢高等学校
- 金沢学院大学附属高等学校
- 星稜高等学校
- 北陸学院高等学校
- 遊学館高等学校

### 小松市
- 小松大谷高等学校

### 白山市
- アットマーク国際高等学校｛通信制｝

### 七尾市
- 鵬学園高等学校

### 輪島市
- 日本航空高等学校石川